# Emmanuel Koné
Emmanuel Kouamatien Koné (Abongoua, 31 dicembre 1986) è un ex calciatore ivoriano, di ruolo centrocampista.

## Palmarès

### Club

#### Competizioni nazionali
- Campionato ivoriano: 4

ASEC Mimosas: 2003, 2004, 2005, 2006
- Coppa della Costa d'Avorio: 3

ASEC Mimosas: 2003, 2005, 2007
- Campionato rumeno: 2

CFR Cluj: 2007-2008, 2011-2012
- Coppa di Romania: 2

CFR Cluj: 2007-2008, 2008-2009
- Football League: 1

Apollōn Smyrnīs: 2016-2017

### Nazionale
- Torneo dell'UEMOA: 1

Burkina Faso 2007